# Melanorivulus modestus
Melanorivulus modestus, es un pez actinopeterigio de agua dulce, de la familia de los rivulines.

## Morfología
Cerca de una docena de radios blandos dorsales y ninguna espina en las aletas, los lados del cuerpo y las aletas impares de los machos no presentan marcas oscuras. La longitud máxima descrita es de 4 cm.

## Distribución y hábitat
Se distribuye por ríos de América del Sur, en la cuenca del río  Tapajós, en Brasil. No es un pez estacional, siendo de comportamiento bentopelágico y no migratorio, que prefiere temperaturas entre 22 y 26 °C, siendo difícil de mantener en acuario.